# Joseph Gärtner
 (septembre 2022).
Si vous disposez d'ouvrages ou d'articles de référence ou si vous connaissez des sites web de qualité traitant du thème abordé ici, merci de compléter l'article en donnant les références utiles à sa vérifiabilité et en les liant à la section « Notes et références ».
 (septembre 2022).
Pour les articles homonymes, voir Gärtner.
Joseph Gärtner ou Gaertner est un botaniste allemand, né le 12 mars 1732 à Calw dans le duché de Wurtemberg et mort le 14 juillet 1791 dans cette même ville.

## Biographie
Il est le fils de Joseph Gärtner et de Eva Maria née Wagner. Il étudie le droit en 1750 et la médecin à l’université de Göttingen, où il suit les cours de Albrecht von Haller (1708-1777), et de Tübingen. C’est dans cette dernière qu’il obtient un titre de docteur en médecine. Il voyage à travers l'Europe et séjourne notamment à Montpellier, où il fréquente François Boissier de Sauvages de Lacroix (1706-1767), à Londres où il rencontre Philip Miller (1691-1771) et William Hudson (1730-1793), et à Leyde où il étudie auprès d'Adriaan van Royen (1704-1779), directeur du jardin botanique de la ville. Gärtner enseigne l’anatomie à Tübingen de 1761 à 1768 puis la botanique et l’histoire naturelle à Saint-Pétersbourg à partir de 1768. En 1770, considérant que le climat est trop rude, il revient en Allemagne et s’installe à Calw où il dirige le jardin botanique et les collections d’histoire naturelle. Il se consacre dès lors presque exclusivement à la rédaction de son ouvrage De fructibus et siminibus plantarum (1788-1791) qu’il avait entreprise quelques années plus tôt.
Il est membre de la Royal Society (en 1761) et de l’Académie des sciences de Saint-Pétersbourg. Il est notamment l’auteur du Supplementum carpologiae (1805-1807). On le considère comme le fondateur de la carpologie. Sir Joseph Banks (1743-1820) et Carl Peter Thunberg (1743-1828) de retour de leur tour du monde, lui confient les fruits qu’ils avaient récoltés.
Son fils est le médecin et botaniste Karl Friedrich von Gärtner (1772-1850).